# Arrondissement Saint-Pons
Saint-Pons is een voormalig arrondissement in het departement Hérault in de Franse regio Occitanie. Het arrondissement werd op 17 februari 1800 gevormd en op 10 september 1926 opgeheven. De vijf kantons werden bij de opheffing toegevoegd aan het arrondissement Béziers.

## Kantons
Het arrondissement was samengesteld uit de volgende kantons:
- kanton Olargues
- kanton Olonzac
- kanton Saint-Chinian
- kanton Saint-Pons-de-Thomières
- kanton La Salvetat-sur-Agout